# BMC Moerdijk
Energiecentrale BMC Moerdijk op haven- en industriegebied Moerdijk in de provincie Noord-Brabant, heeft een vermogen van ruim 36 megawatt, waarmee ongeveer zeventigduizend huishoudens van elektriciteit kunnen worden voorzien.
De brandstof voor deze centrale is pluimveemest wat een drogestofgehalte van ongeveer 55% heeft. Met een capaciteit van 440.000 ton is dit de grootste centrale op het Europese vasteland die stapelbare mest omzet in elektriciteit. De as die na verbranding resteert en dat onder andere fosfaat en kalium bevat wordt ingezet als meststof.
De centrale werd geopend op 3 september 2008. De bouw ervan begon in 2006. BMC Moerdijk heeft drie aandeelhouders: energiebedrijf PZEM, de vereniging van boeren en tuinders ZLTO en de Coöperatie DEP (Duurzame Energieproductie Pluimveehouderij).
Hoewel er vanuit de milieubeweging in begin kritiek was op dit initiatief laten recente onderzoeken zien dat verbranding van pluimveemest milieuvoordeel oplevert ten opzichte van traditionele toepassingen van pluimveemest zoals direct uitrijden op het land, vergisting en het maken en exporteren van droge mestkorrels.

## Externe bron
- Officiële website